# St. Peter (Walldorf)

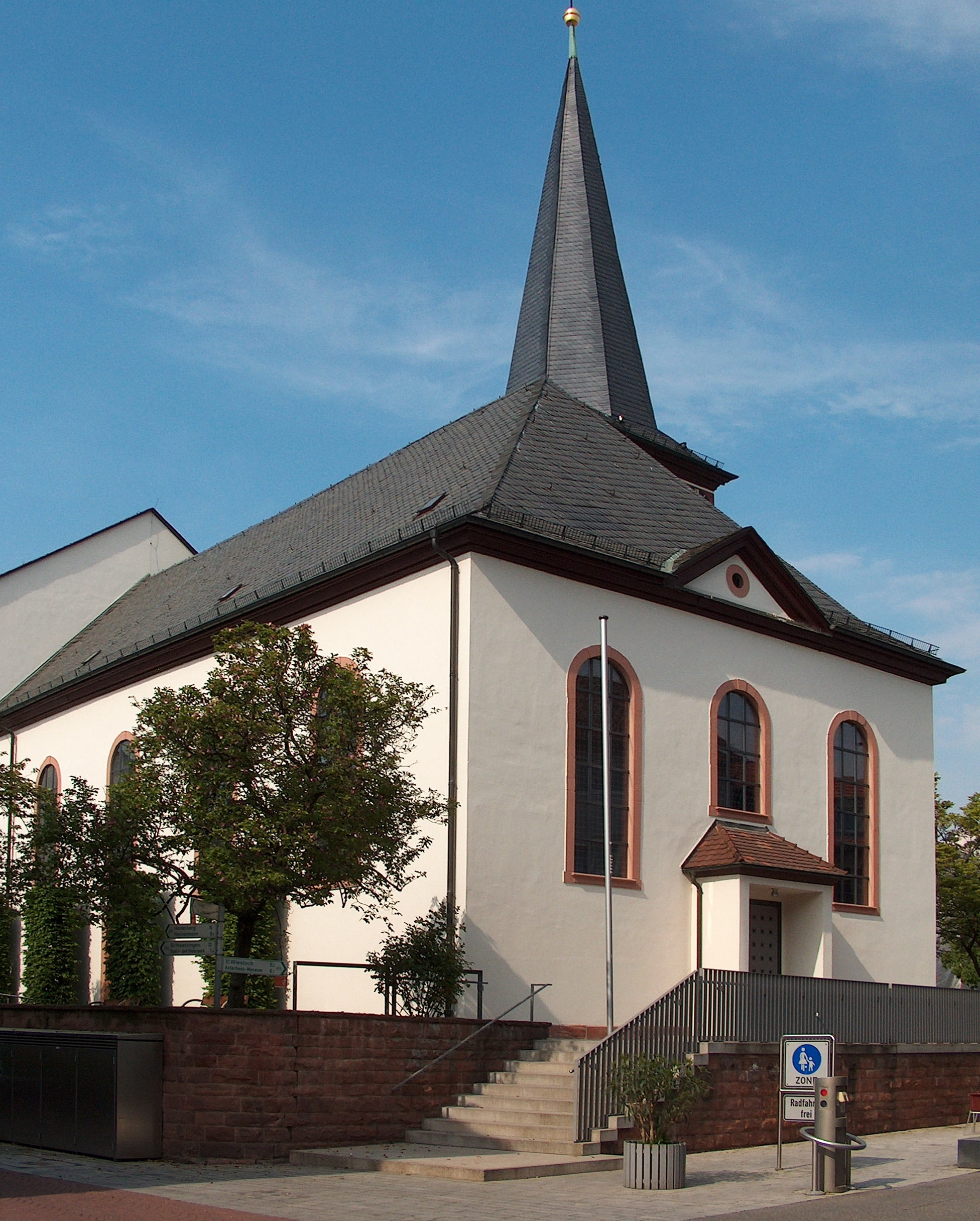
St. Peter in Walldorf

Die römisch-katholische Pfarrkirche St. Peter gilt als ältestes erhaltenes Bauwerk in Walldorf, einer Stadt im Rhein-Neckar-Kreis in Baden-Württemberg. Die Kirche gehört zur Seelsorgeeinheit Walldorf-St.Leon-Rot im Dekanat Wiesloch der Erzdiözese Freiburg.

## Geschichte
Aus dem 12. Jahrhundert erhalten ist der untere Teil des Kirchturms sowie ein Rundbogen-Doppelfenster, das von einer Säule getragen wird. Ebenfalls erhalten sind Wandbilder aus dem 13. Jahrhundert mit Darstellungen von Christus, Maria und Johannes dem Täufer. Aus dem 15. Jahrhundert stammen die von Valentin Feuerstein renovierten Fresken im Glockenturm, sie zeigen die vier Evangelisten Lukas, Markus, Matthäus und Johannes.

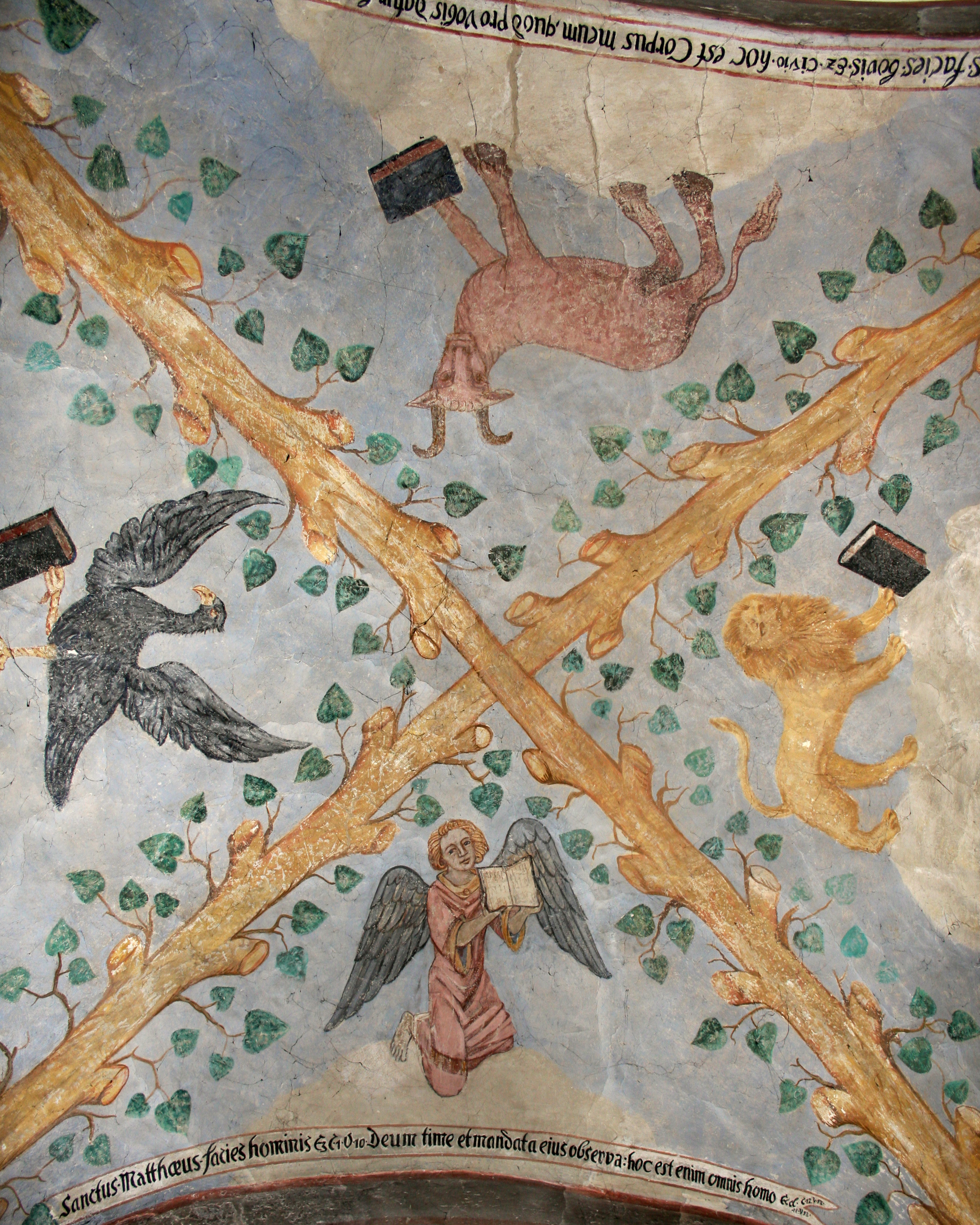
Fresken im Kirchturm

Nach dem Abriss der alten Kirche wurde 1787 die spätbarocke Kirche erbaut und am 28. Oktober 1787 durch Weihbischof Stephan Alexander Würdtwein aus Worms eingeweiht. In den Jahren 1802, 1819 und 1896 schlug der Blitz in die Kirche und verursachte beträchtliche Schäden.
1961 bis 1963 wurde die Kirche vergrößert. Im erweiterten Kirchenraum entstanden ein Sandsteinmosaik an der Altarwand, ein Kieselmosaik im Altarraum sowie neue Glasfenster, die der Künstler Emil Wachter gestaltete.

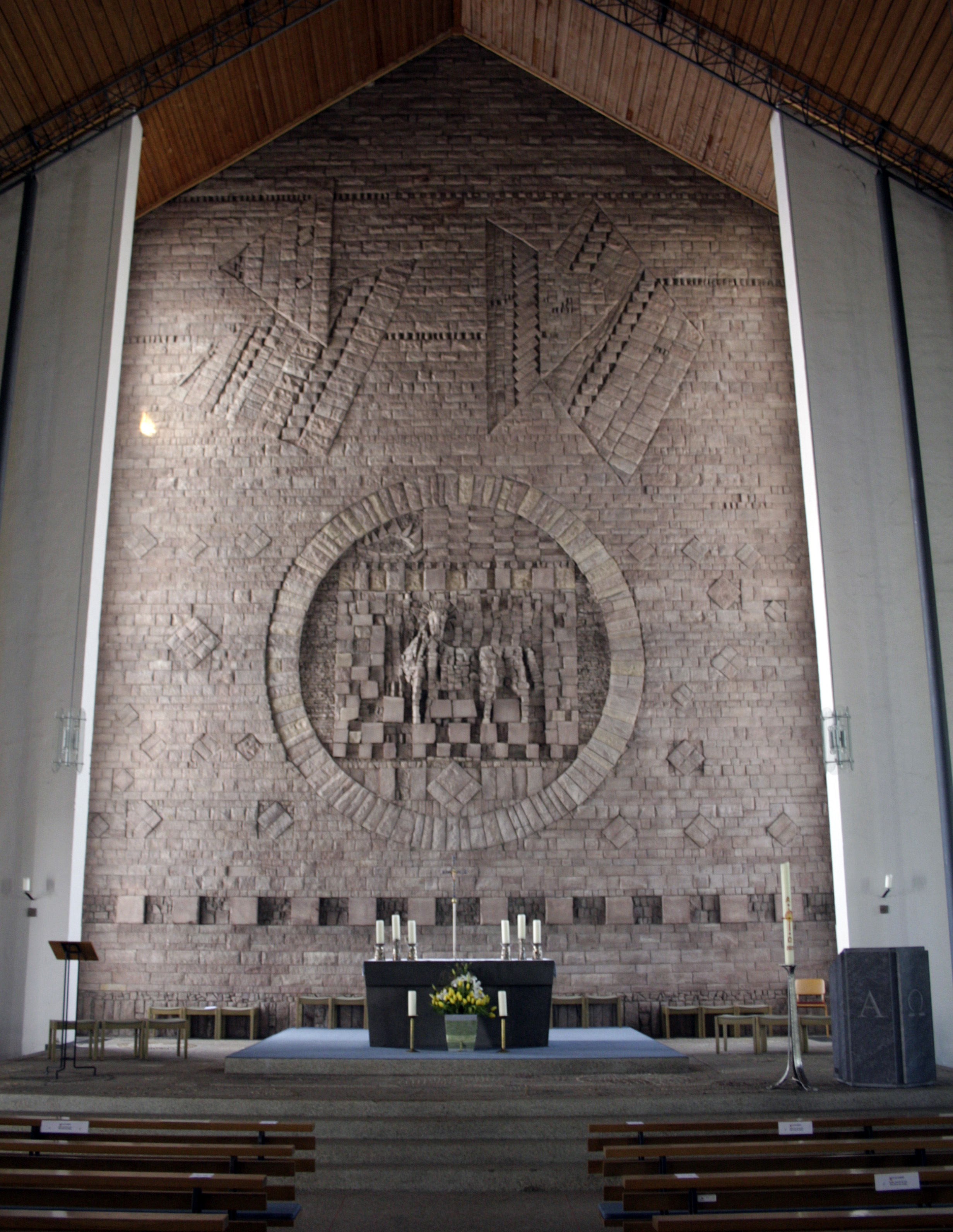
Sandsteinmosaik

Bei einer weiteren Renovierung wurden 2010 drei zugemauerte Fenster an der Südseite der Kirche wieder geöffnet und ebenfalls von Wachter gestaltet.

## Orgeln
In der Kirche stehen eine Overmann/Hess/Scherpf-Orgel auf der Empore sowie eine Göckel-Orgel im neuen Altarraum.

### Overmann/Hess/Scherpf-Orgel
Die auf der Empore stehende Orgel hat ihren Ursprung im Jahr 1803/1804 und wurde von Anton Overmann I. aus Heidelberg gebaut. Sie war einmanualig mit Pedal und hatte 14 Register. Die Disposition lautete ursprünglich:
| Manual C–d3 |            |        |
| 1.          | Prinzipal  | 8′     |
| 2.          | Bordun     | 8′     |
| 3.          | Flöte      | 8′     |
| 4.          | Gamba      | 8′     |
| 5.          | Salicional | 8′     |
| 6.          | Oktave     | 4′     |
| 7.          | Flöte      | 4′     |
| 8.          | Quint      | 2 ⁄3′  |
| 9.          | Oktave     | 2′     |
| 10.         | Terz       | 1 3⁄5′ |
| 11.         | Mixtur IV  | 2 ⁄3′  |

| Pedal C–d1 |            |     |
| 12.        | Subbass    | 16′ |
| 13.        | Oktavbass  | 08′ |
| 14.        | Posaunbass | 16′ |

- Koppel: Man/P

1932 wurde das Instrument von der Orgelbaufirma Carl Hess aus Durlach repariert und gereinigt sowie mit neuem Prospekt mit 39 Pfeifen versehen.
Von 1962 bis 1965 erfolgten erneut eine Restaurierung und Erweiterung, diesmal durch die Orgelbauwerkstatt Wolfgang Scherpf aus Speyer. Der alte Pfeifenbestand wurde soweit möglich erhalten. Die Orgel hat durch die Erweiterung 12 Register im Hauptwerk, 11 Register im Rückpositiv sowie 7 Register im Pedalwerk.
| Hauptwerk C–g3 |           |        |
| 1.             | Quintatön | 16′    |
| 2.             | Principal | 08′    |
| 3.             | Gambe     | 08′    |
| 4.             | Bourdon   | 08′    |
| 5.             | Flöte     | 08′    |
| 6.             | Oktave    | 04′    |
| 7.             | Flöte     | 04′    |
| 8.             | Quinte    | 2 ⁄3′  |
| 9.             | Oktave    | 02′    |
| 10.            | Terz      | 1 3⁄5′ |
| 11.            | Mixtur IV | 1 ⁄3′  |
| 12.            | Trompete  | 08′    |

| Rückpositiv C–g3 |            |     |  |
| 13.              | Gedackt    | 08′ |  |
| 14.              | Flöte      | 08′ |  |
| 15.              | Salicional | 08′ |  |
| 16.              | Piffaro    | 08′ |  |
| 17.              | Principal  | 04′ |  |
| 18.              | Rohrflöte  | 04′ |  |
| 19.              | Gemshorn   | 04′ |  |
| 20.              | Flagelot   | 02′ |  |
| 21.              | Mixtur III | 01′ |  |
| 22.              | Kornett V  |     |  |
| 23.              | Krummhorn  | 08′ |  |

| Pedalwerk C–f1 |             |     |  |
| 24.            | Violonbass  | 16′ |  |
| 25.            | Subbass     | 16′ |  |
| 26.            | Oktavbass   | 08′ |  |
| 27.            | Gedecktbass | 08′ |  |
| 28.            | Oktave      | 04′ |  |
| 29.            | Posaune     | 16′ |  |
| 30.            | Fagott      | 08′ |  |

- Koppeln: II/I, I/P, II/P

Schleiflade, mechanische Spieltraktur, mechanische Registertraktur

### Göckel-Orgel
Zwischen 2005 und 2006 wurde im Chorraum durch die Orgelbaufirma Karl Göckel aus Mühlhausen-Rettigheim eine neue Orgel errichtet und an Pfingsten 2006 eingeweiht. Sie hat insgesamt 32 Register auf drei Manualen und Pedal, 9 Register im Hauptwerk, 13 im Schwellwerk, 2 Register im Positiv und 8 im Pedal. Die Tontraktur ist mechanisch, die Registertraktur mit Setzer ist elektrisch. Die Disposition lautet:
| I Hauptwerk C–a3 |              |        |
| 1.               | Bourdon      | 16′    |
| 2.               | Principal    | 08′    |
| 3.               | Konzertflöte | 08′    |
| 4.               | Octave       | 04′    |
| 5.               | Nachthorn    | 04′    |
| 6.               | Quinte       | 02 ⁄3′ |
| 7.               | Octave       | 02′    |
| 8.               | Mixtur IV    | 1 ⁄3′  |
| 9.               | Trompete     | 08′    |

| II Schwellwerk C–a3 |                      |            |
| 10.                 | Diapason             | 08′        |
| 11.                 | Gedeckt              | 08′        |
| 12.                 | Gambe                | 08′        |
| 13.                 | Voix céleste         | 8′ (ab c1) |
| 14.                 | Geigenprincipal      | 04′        |
| 15.                 | Querflöte            | 04′        |
| 16.                 | Octavin              | 02′        |
| 17.                 | Cornett III          | 02 ⁄3′′    |
| 18.                 | Plein jeu V          | 02′        |
| 19.                 | Basson               | 16′        |
| 20.                 | Trompette harmonique | 08′        |
| 21.                 | Oboe                 | 08′        |
| 22.                 | Clairon              | 04′        |
|                     | Tremulant            |            |

| III Positiv C–a3 |              |     |
| 23.              | Gedackt      | 08′ |
| 24.              | Voix humaine | 08′ |
|                  | Tremulant    |     |

| Pedal C–f1 |             |     |
| 25.        | Flöte       | 32′ |
| 26.        | Flöte       | 16′ |
| 27.        | Subbass     | 16′ |
| 28.        | Octavbass   | 08′ |
| 29.        | Gedecktbass | 08′ |
| 30.        | Choralbass  | 04′ |
| 31.        | Posaunbass  | 16′ |
| 32.        | Trompetbass | 08′ |

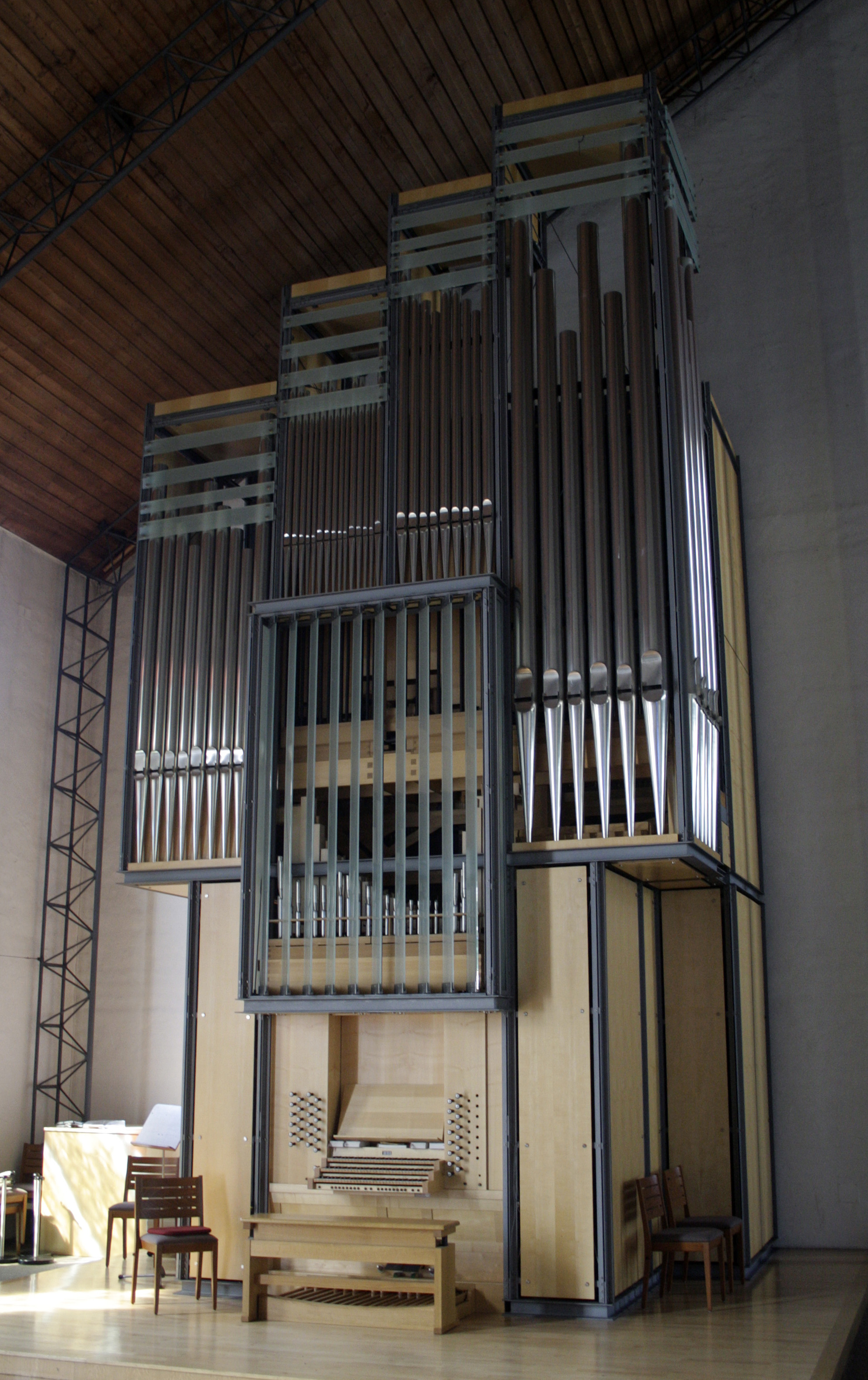
Göckel-Orgel

- Koppeln: II/I, III/I, III/II, I/P, II/P, III/P

Suboktavkoppel: II/I, II/II

## Glocken
Die Glocken, die am 15. November 1903 geweiht wurden, mussten am 5. Juli 1917 als Rohstoff der Rüstungsindustrie abgegeben werden. Nur die 440 kg schwere Glocke St. Paulus durfte im Turm verbleiben.
Im Jahr 1919 wurden von der Gießerei Bochumer Verein vier neue Gussstahlglocken angeschafft:
| Glocke | Name       | Gewicht | Durchmesser | Schlagton |
| ------ | ---------- | ------- | ----------- | --------- |
| 1      | St. Petrus | 1900 kg | 1670 mm     | c1 +3     |
| 2      | St. Maria  | 1080 kg | 1390 mm     | e1 +2     |
| 3      | St. Paulus | 0700 kg | 1170 mm     | g1 +1     |
| 4      | St. Agnes  | 0300 kg | 0890 mm     | c2 +9     |

Die Marienglocke ist auch Angelusglocke. Alle vier Glocken sind in den Uhrschlag der Turmuhr einbezogen: Glocke 1  sorgt jeweils für den Schlag der vollen Stunden, die anderen schlagen zu jeder Viertelstunde. Die Uhrzeit wird auch durch Zifferblätter angezeigt, die sich auf allen vier Seiten des Kirchturms befinden.